# 農業協同組合中央会
農業協同組合中央会（のうぎょうきょうどうくみあいちゅうおうかい）略号「県中、中央会」）とは、各単位農協が組合員となって組織する都道府県単位の組合組織。2015年（平成27年）までは農業協同組合連合会とは別個の法的根拠に基づく組合だったが、以後は農業協同組合連合会の一つとなった。農業者ではなく、それぞれの農業協同組合（JA）が出資しあい中央会に加入しているという点が、単位農業協同組合と異なる。単位農協の総合的な指導機関という位置づけである。「JA○○中央会」の略称を用いている。

## 歴史
戦時中、信用事業・経済事業を担っていた産業組合と、農業技術普及・農政活動事業を行っていた農会は農業会という組織に統合され、農村統制の組織とされた。戦後、GHQの占領政策により農業会を解体し、1947年（昭和22年）に新たに農業協同組合法が制定され、事実上農業会を引き継ぐ形で全国に農業協同組合が設立された。
各地での単位農協の設立と並行して都道府県レベル・全国レベルで単位農協の指導・意見集約等を行う連合会組織の設立準備も進められた。当初は総合事業分野の連合会組織である「農業協同組合連合会」と金融分野の連合会組織である「信用農業協同組合連合会」の二本建てとする構想であった。しかし、この構想に対しては、GHQが農協連合会組織の事業兼営禁止を強硬に主張したため、総合事業分野全般にわたる連合会の設立は実現せず、経営指導等を行う「指導農業協同組合連合会」（指導連）、購買分野の「購買農業協同組合連合会」（購連）、販売分野の「販売農業協同組合連合会」（販連）に分立した形でしか設立できなかった（1948年（昭和23年））。
これにより、単位農協の経営指導や営農指導等の役割は指導連が担うこととなったが、法的な地位が他の連合会と横並びでしかなかったことと、指導連の事業範囲が非収益事業で独自財源に乏しく、会員組合からの賦課金等に依存し、その額も会員組合の意向に左右され不安定であったこと等から、十分な指導力を発揮することができなかった。1949年（昭和24年）頃からの単位農協の経営不振の拡がりを受けて、強固な農協指導組織の必要性が認識され、1954年（昭和29年）の第7次農協法改正により、農協に対する経営指導・監査等の法的根拠を有する組織として農業協同組合中央会の規定が定められた。これに基づき、この農協法改正から1年以内に各都道府県・全国の両レベルで指導連の解散と中央会の設立が行われることとなった。
小規模農協が乱立していた過去には、農協中央会は農協の経営指導や営農指導に功績を残し、また米価運動などで組合員を農協に集結させた。
2015年（平成27年）の農協法改正により農協中央会に関する規定は廃止され、各都道府県の農協中央会は2019年（令和元年）9月30日までに農協連合会に移行した。ただし、移行後も「中央会」の名称を引き続き使用する。
2025年（令和7年）3月1日に宮崎県の宮崎県農業協同組合（2024年（令和6年）4月1日発足）は、全国で初めて県中央会を合併。

## 組織
宮崎県以外の各都道府県に1県中央会が存在する。規模はさまざまであり、100名近い県から、数名の県まで幅が広い。全国組織であるJA全中の下部組織である。

## 事業
営農関係、経営関係、教育関係（認証試験）、システム関係などについて、単位JAの指導やとりまとめを行っている。また、農業を切り口としたCMなどの広報活動も行っている。